# Daniel Andonov Petrov
Daniel Andonov Petrov (en búlgar, Даниел Андонов Петров) (Kazanlâk, província de Stara Zagora, 5 de febrer de 1978) va ser un ciclista búlgar, que fou professional del 1998 al 2013. Va militar durant la majoria de la seva carrera esportiva en equips portuguesos. Del seu palmarès destaquen els 4 Campionats nacionals en ruta.
No s'ha de confondre amb el també ciclista búlgar Daniel Bogomilov Petrov.

## Palmarès
- 1998
  - Vencedor d'una etapa a la Volta a Turquia
- 2001
  - Vencedor d'una etapa a la Volta a Portugal del Futur
- 2002
  - Vencedor d'una etapa al Gran Premi do Minho
  - Vencedor d'una etapa a la Volta a Portugal
- 2003
  - Vencedor d'una etapa al Gran Premi do Minho
- 2004
  - 1r a la Volta a l'Alentejo i vencedor d'una etapa
  - Vencedor d'una etapa al Trofeu Joaquim Agostinho
- 2005
  - Vencedor d'una etapa al Trofeu Joaquim Agostinho
- 2006
  - 1r al Trofeu Joaquim Agostinho
  - Vencedor d'una etapa a la Volta a Bulgària
- 2008
  - Vencedor d'una etapa al Gran Premi Internacional CTT Correios de Portugal
  - Vencedor d'una etapa al Trofeu Joaquim Agostinho
  - Vencedor de 2 etapes a la Volta a Bulgària
- 2010
  -  Campió de Bulgària en ruta
- 2011
  -  Campió de Bulgària en ruta
  - Vencedor d'una etapa al Tour d'Isparta
- 2012
  -  Campió de Bulgària en ruta
- 2013
  -  Campió de Bulgària en ruta

### Resultats a la Volta a Espanya
- 2012. 168è de la classificació general